# سانتا روسا (بولیوار)
سانتا روسا (انگلیسی: Santa Rosa, Bolívar) نام شهری در کشور کلمبیا است.